# Cephalaria stapfii
Cephalaria stapfii är en tvåhjärtbladig växtart som beskrevs av Heinrich Carl Haussknecht.
Cephalaria stapfii ingår i släktet jätteväddar, och familjen Dipsacaceae. Inga underarter finns listade i Catalogue of Life.